# 林肇

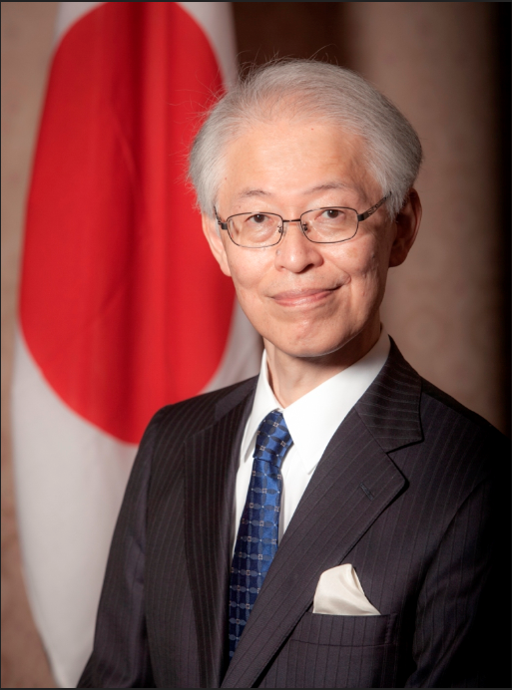
駐イギリス特命全権大使時

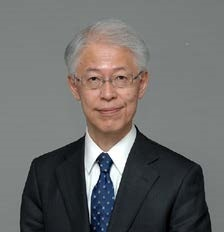
内閣官房副長官補時

林 肇（はやし はじめ、1958年〈昭和33年〉10月3日 - ）は、日本の外交官。外務省欧州局長、駐ベルギー特命全権大使兼北大西洋条約機構日本政府代表部大使、内閣官房副長官補兼国家安全保障局次長を経て、駐イギリス特命全権大使。

## 人物・経歴
東京都出身。
- 1981年外務公務員採用上級試験合格。
- 1982年東京大学法学部第2類（公法コース）卒業[1]。外務省入省。
- 1983年在アメリカ合衆国日本国大使館外交官補[2]。
- 1985年在アメリカ合衆国日本国大使館三等書記官[2]。
- 1986年在アメリカ合衆国日本国大使館二等書記官[2]。
- 1987年外務省北米局北米第二課長補佐[2]。
- 1990年外務省条約局課長補佐[2]。
- 1991年内閣官房副長官秘書官[2]。
- 1993年外務省総合外交政策局課長補佐[2]。
- 1995年ジュネーブ国際機関政府代表部一等書記官[2]。
- 1998年外務省大臣官房総務課企画官兼北米局日米安全保障条約課。
- 同年外務省北米局日米安全保障条約課日米地位協定室長。
- 2000年外務省経済局国際経済第一課長。
- 2001年外務省総合外交政策局企画課長。
- 2002年外務省大臣官房兼内閣官房内閣参事官（内閣官房副長官補付）。
- 2004年内閣官房イラク復興支援推進室参事官。
- 2005年外務省北米局北米第二課長。
- 2006年外務省大臣官房会計課長[3][4]。
- 同年第1次安倍内閣内閣総理大臣秘書官[4][5]
- 2007年外務省総合外交政策局長補佐[4]。
- 同年在アメリカ合衆国日本国大使館公使。
- 2010年在インド日本国大使館公使。
- 2013年内閣官房内閣審議官（内閣官房副長官補付）（命）内閣官房領土・主権対策企画調整室長[4]。
- 2014年から外務省欧州局長として[3]、北方領土問題などにあたった[6]。また、日本・スイス国交樹立150周年事務局長や日本スペイン交流400周年事務局長、日伊国交150周年事務局長、日デンマーク外交関係樹立150周年事務局長を兼務[4]。
- 2017年外務省大臣官房付[4]。
- 同年駐ベルギー特命全権大使[7]。
- 2018年7月10日、北大西洋条約機構日本政府代表部の初代大使を兼務[8]。
- 2019年10月1日内閣官房副長官補兼国家安全保障局次長[9]。
- 2020年12月7日駐イギリス特命全権大使。

## 同期
- 秋葉剛男（21年国家安全保障局長・18年外務事務次官）
- 伊藤伸彰（16年ウズベキスタン大使）
- 岡浩（21年エジプト大使・19年マレーシア大使・16-17年トルコ大使）
- 斎木尚子（17年外務省研修所長・15年国際法局長）
- 嶋崎郁（20年ヨルダン大使・17年チェコ大使）
- 能化正樹（21年駐スウェーデン大使・18年駐エジプト大使）
- 髙岡望（21年カメルーン大使）
- 髙瀨寧（21年ラトビア大使・17年メキシコ大使・14年中南米局長）
- 引原毅（19年ウィーン代表部大使・15年ラオス大使）
- 藤村和広（22年フィンランド大使・18年キューバ大使）
- 星山隆（22年ボツワナ大使）
- 柳秀直（20年ドイツ大使・17年ヨルダン大使）
- 新井辰夫（18年セネガル大使・15年ジブチ大使）
- 岩藤俊幸（17年ジンバブエ大使）
- 倉光秀彰（21年モロッコ大使・18年コートジボワール大使）
- 中山泰則（20年ギリシャ大使）
- 平木塲弘人（18年外務省研修所副所長）
- 山田淳（2021年カザフスタン大使・2018年アルメニア大使）
- 山本条太（21年オマーン大使・19年関西担当大使・16年フィンランド大使）
- 松田邦紀（2021年ウクライナ大使・2018年パキスタン大使）